# Sébastien Vieilledent
Sébastien Vieilledent (ur. 26 sierpnia 1976 w Cannes) – francuski wioślarz.
Karierę zaczął w 1992, kiedy zajął pierwsze miejsce na młodzieżowych mistrzostwach kraju w skiffie. W 1993 zajął drugie miejsce w zawodach czwórek na międzynarodowych regatach w Mâcon i trzecie w skiffie na mistrzostwach Francji w Cazaubon. W 1994 zajął 3. miejsce w dwójkach na mistrzostwach kraju i 7. w skiffie na tych samych zawodach. Uplasował się też na drugiej pozycji w czwórkach na regatach w Mâcon i wygrał młodzieżowe mistrzostwa świata w Monachium. W 1995 rozpoczął karierę seniorską. W tym roku był 12. na mistrzostwach kraju w dwójkach i 4. w skiffie. Wziął też udział w trzech międzynarodowych regatach – 7. miejsce w dwójkach w Lucernie i Vaires-sur-Marne oraz 2. miejsce w czwórkach w Essen. Był też 3. w czwórkach w międzynarodowych mistrzostwach Francji w Vaires-sur-Marne i 7. w tej samej kategorii na mistrzostwach świata w Tampere. W 1996 zajął 9. pozycję w skiffie na mistrzostwach kraju i uplasował się na 4. miejscu w zawodach czwórek na regatach w Piediluco. W 1997 brał udział w trzech zawodach Pucharu Świata w czwórkach – 11. lokata w Lucernie, 4. w Vaires-sur-Marne i 6. w Monachium. Był też 8. na mistrzostwach świata w Aiguebelette. W 1998 wygrał mistrzostwa Francji w dwójkach, zajął 4. miejsce w regatach w Duisburgu, był 11. w skiffie w Pucharze Świata w Hazewinkel oraz 2. w tej samej kategorii na Pucharze Narodów w Janinie. W 1999 uplasował się na 2. pozycji w czwórce podwójnej na mistrzostwach kraju w Marsylii, 8. w Pucharze Francji w Mâcon, 9. w skiffie na mistrzostwach Francji. Okazał się też zwycięzcą mistrzostw kraju w dwójce. W 2000 był 5. na mistrzostwach Francji w skiffie i dwójce. Zajął też 4. miejsce w dwójce w regatach w Duisburgu. Wziął także udział w dwóch zawodach Pucharu Świata w czwórce – był 4. w Monachium i 5. w Wiedniu. Uplasował się na 2. pozycji w zawodach kwalifikacyjnych do igrzysk olimpijskich. W 2001 zajął 3. miejsce w dwójce i 4. w skiffie na mistrzostwach Francji, był 3. w regatach w Essen. Wystąpił też w dwóch zawodach PŚ – 7. pozycja w skiffie w Sewilli i 2. w dwójce w Monachium. Zdobył też srebrny medal mistrzostwach świata w Lucernie. W 2002 był 3. w skiffie na mistrzostwach kraju i 5. w tej samej kategorii na regatach w Duisburgu. Uczestniczył też w dwóch zawodach PŚ – zajął 5. miejsce w skiffie w Hazewinkel i 7. w dwójce w Lucernie. Zwyciężył też Henley Royal Regatta w dwójce oraz uplasował się na 7. pozycji w tej samej kategorii na MŚ w Sewilli. W 2003 był 5. w skiffie na mistrzostwach Francji. Brał też udział w dwóch zawodach PŚ w dwójce – zwyciężył w Mediolanie i zdobył brąz w Lucernie. W tej kategorii wygrał też MŚ, które także odbyły się w Mediolanie. W 2004 był drugi w skiffie na mistrzostwach kraju i wziął udział w trzech zawodach PŚ – zajął 5. miejsce w skiffie w Poznaniu oraz 4. w Lucernie i 3. w Monachium w dwójce. Rok ten był ostatnim w jego karierze.
Na igrzyskach w 1996 wystartował w zawodach czwórek i zajął 12. miejsce. Cztery lata później w tej samej konkurencji zajął 10. pozycję.
Na igrzyskach w 2004 wraz z Adrienem Hardym zdobył złoty medal w dwójce podwójnej mężczyzn.
We wrześniu 2004 został kawalerem Legii Honorowej.
W grudniu 2004 wziął ślub z australijską wioślarką Julią Wilson.
Po zakończeniu kariery został trenerem.